# پارک تاریخی ملی فرهنگی هوپ‌ول
پارک تاریخی ملی فرهنگی هوپ‌ول یک پارک تاریخی ملی در ایالات متحده آمریکا است که دارای آثار زمینی (باستان‌شناسی) و تپه‌ی خاکسپاری از فرهنگ هوپ‌ول، مردمان بومی که از حدود ۲۰۰ سال پیش از میلاد تا ۵۰۰ سال پس از میلاد شکوفا شدند، می‌باشد. این پارک شامل چهار سایت جداگانه است که برای عموم در شهرستان راس، اوهایو باز هستند، از جمله یادمان ملی گروه موند سیتی سابق. این پارک شامل منابع باستان‌شناسی از فرهنگ هوپ‌ول است. این پارک توسط سازمان پارک‌های ملی زیر نظر وزارت کشور ایالات متحده آمریکا اداره می‌شود. در سال ۲۰۲۳، این پارک به عنوان بخشی از سایت میراث جهانی آثار مراسمی هوپ‌ول ثبت شد.